# Printze

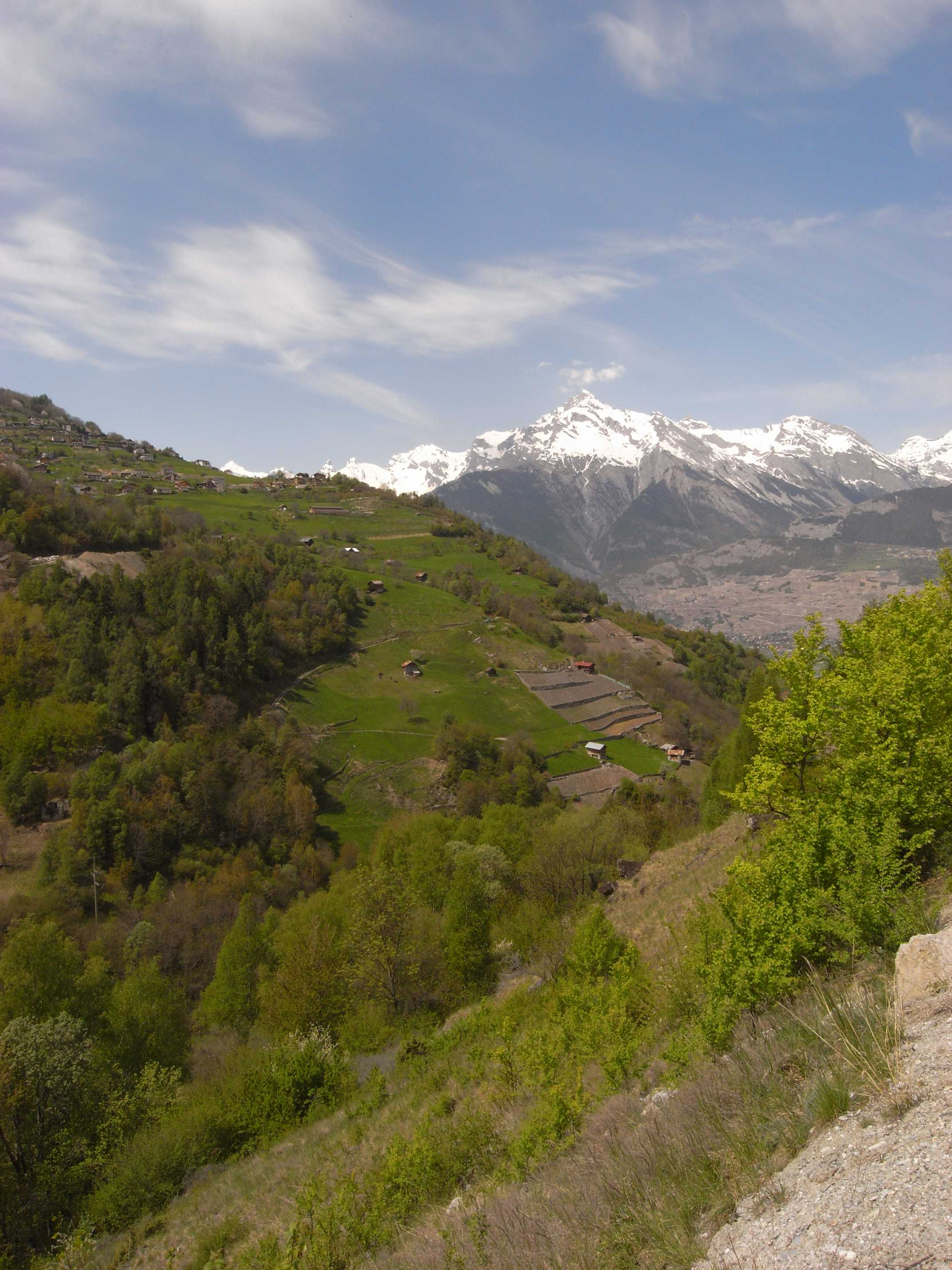
Das Tal der La Printse bei Brignon

Die Printze (auch Printse genannt) ist ein rund 15 Kilometer langer Gebirgsbach im Kanton Wallis in der Schweiz. Sie entspringt oberhalb des Lac de Cleuson einem Firn am Nordwesthang des Grand Mont Calme. Seine Mündung in die Rhône liegt unterhalb von Nendaz bei Aproz. Der Fluss fliesst grösstenteils durch den Bezirk Conthey und nur ein kleines Stück im Bezirk Sitten. Sein Verlauf bildet die Region des Val de Nendaz.

## Geographie
Die Printze hat in die Landschaft ein tiefes Kerbtal mit steilen Hängen eingeschnitten. Kurz vor ihren Eintritt in die Schwemmlandebene der Rhône nimmt das Tal bei der Siedlung Cor die Form eines Klammes an. In ihrem Mittellauf zweigen linksseitig die Bissen (Suonen) Bisse Vieux, Bisse du Milieu und Bisse d’en Bas, ursprünglich auch die Bisse de Saxon ab. Rechtsseitig sind die Zuflüsse der noch existenten Bisse de Vex und Bisse de Baar unterbrochen, nur die Bisse de Salins wird mit Wasser versorgt. Alle drei Bissen erstrecken sich bis in das Gemeindegebiet von Veysonnaz und Salins.
Die flankierende Landschaft ist von den zu ihrem Tal abfallenden Hänge des Dent de Nendaz (2463 m) und des Le Métailler (3212,9 m) geprägt.
Der Verlauf der Printze erstreckt sich weitgehend auf dem Gebiet der Gemeinde Nendaz, berührt jedoch wegen des tiefen Taleinschnittes nur an wenigen Stellen unmittelbares Siedlungsgebiet. Das betrifft die Siedlungsteile Planchouet, Saclentse und Beuson sowie die Skistation Siviez. In Beuson wird der Fluss von einer grösseren Strassenbrücke überspannt, deren Strasse Sitten mit Nendaz verbindet.

## Zuflüsse
- Tsâche
- Rontures
- Doussin
- Torrent di Alou
- Ojintse

und weitere kleine Wasserläufe.

## Sehenswürdigkeiten und Bauwerke
- Staumauer und Wasserfläche des Lac de Cleuson
- Siviez
- Landschaft Prarion
- Beuson

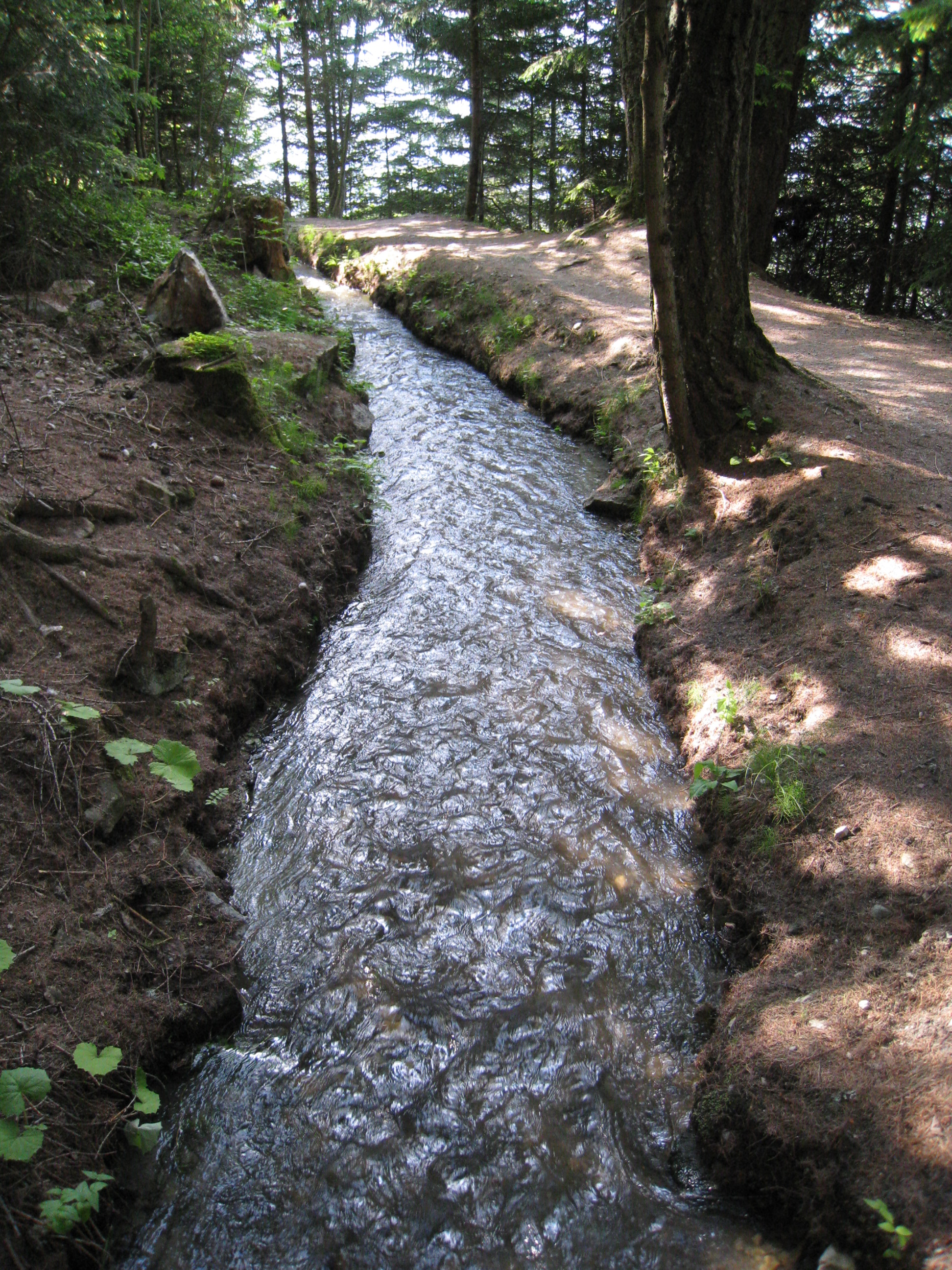
Die Bisse Vieux oberhalb von Haute Nendaz
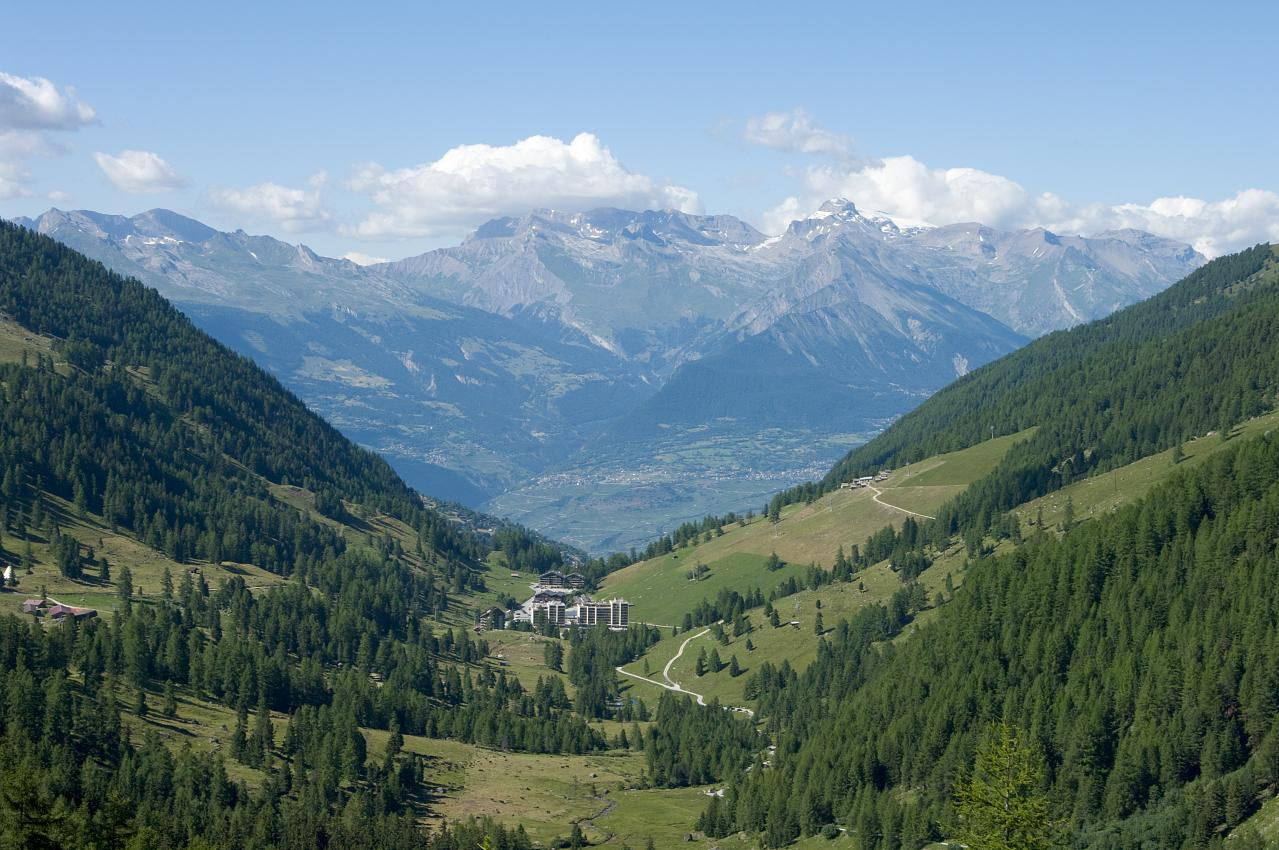
Das Val de Nendaz oberhalb der Skistation Siviez (Blick in Richtung Sion)
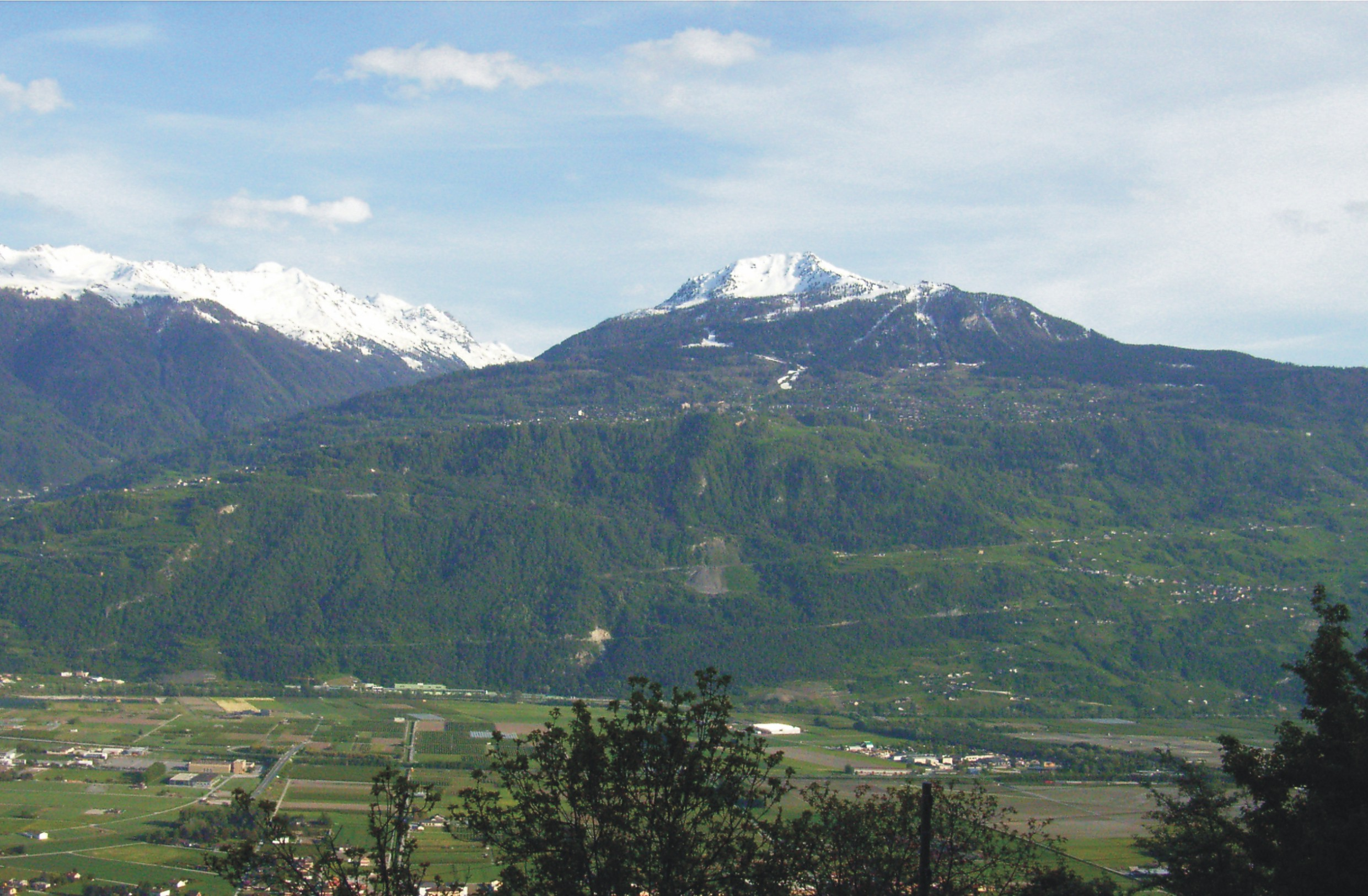
Sicht über das Rhonetal zum Dent de Nendaz mit dem Taleinschnitt der Printze (links)